# Theater St. Gallen

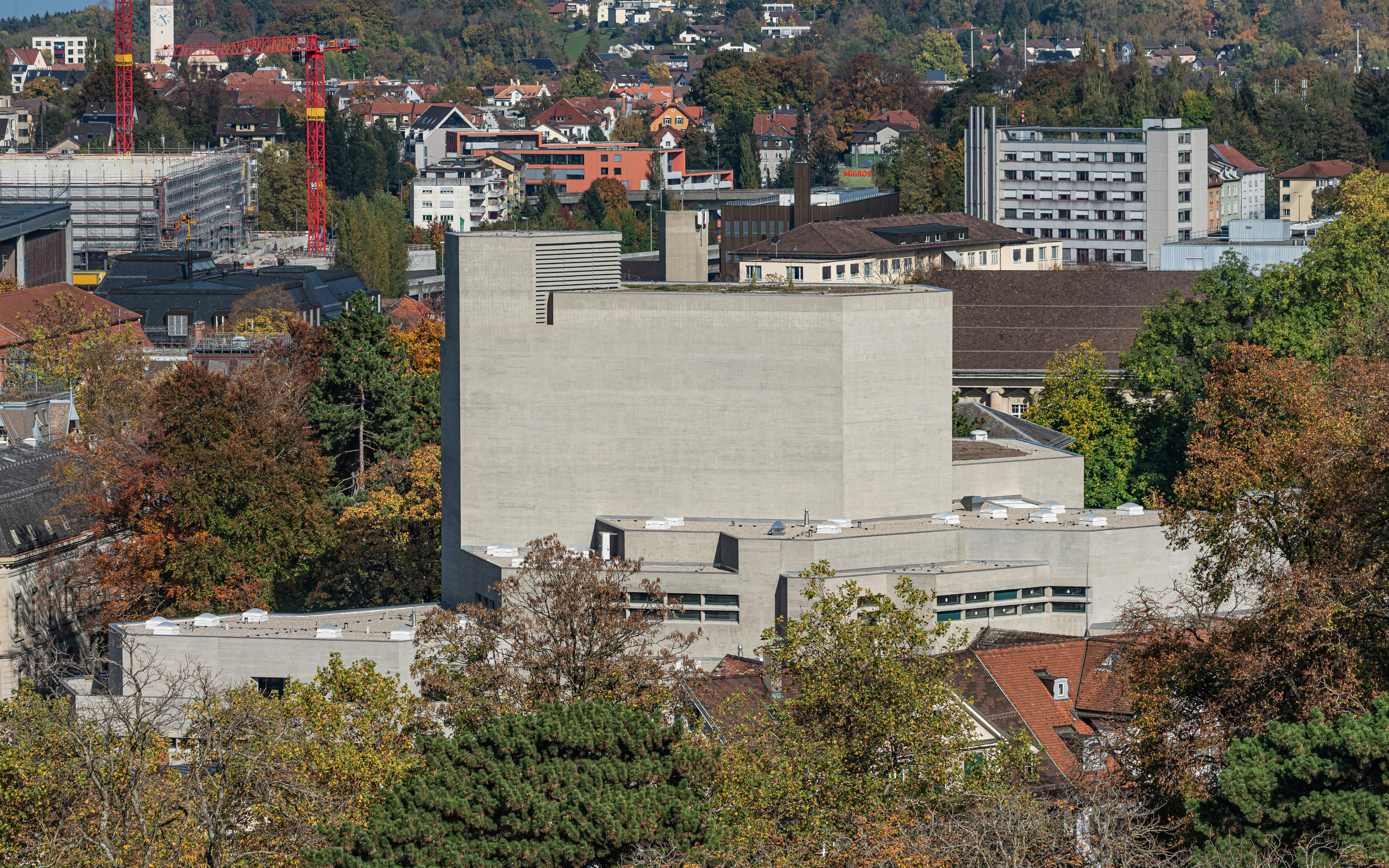

Theater St. Gallen är en teater i Sankt Gallen i Schweiz. Den används för teater, opera, balett och konserter. Byggnaden betraktas som ett nationellt byggnadsminne av historisk betydenhet. Theater St. Gallen invigdes år 1801 och beskrivs som den äldsta nuvarande teatern i Schweiz. Den nuvarande byggnaden av Claude Paillard invigdes 1968.